# دالي والأمير المغرور
دالي والأمير المغرور (بالكورية: 달리와 감자탕) هو مسلسل كوري جنوبي من بطولة كيم مين-جاي، بارك جيو يونغ، كوون يول، هوانغ هي ويونوو. تم عرض المسلسل على قناة كي بي إس 2 في الفترة من 22 سبتمبر إلى 11 نوفمبر 2021.

## روابط خارجية
- دالي والأمير المغرور على موقع IMDb (الإنجليزية)
- دالي والأمير المغرور على موقع نتفليكس (الإنجليزية)
- دالي والأمير المغرور على موقع كينوبويسك (الروسية)
- دالي والأمير المغرور على موقع قاعدة بيانات الفيلم (الإنجليزية)